# Trichomalus pherospilus
Trichomalus pherospilus är en stekelart som beskrevs av Dzhanokmen 1975. Trichomalus pherospilus ingår i släktet Trichomalus och familjen puppglanssteklar.
Artens utbredningsområde är:
- Kazakstan.
- Sverige.

Arten är reproducerande i Sverige. Inga underarter finns listade i Catalogue of Life.